# Cornet (település)
Cornet az Amerikai Egyesült Államok északnyugati részén, Washington állam Island megyéjében elhelyezkedő önkormányzat nélküli település.
Cornet postahivatala 1910 és 1917 között működött. A település nevét a Cornet-öbölről kapta.

## Fordítás
- Ez a szócikk részben vagy egészben  a   Cornet, Washington című angol Wikipédia-szócikk ezen változatának fordításán alapul.  Az eredeti cikk szerkesztőit annak laptörténete sorolja fel. Ez a jelzés csupán a megfogalmazás eredetét és a szerzői jogokat jelzi, nem szolgál a cikkben szereplő információk forrásmegjelöléseként.